# Sean Hannity
Sean Patrick Hannity (Nueva York, 30 de diciembre de 1961) es un conductor de televisión, autor y comentarista político conservador estadounidense. Es el anfitrión del programa radial The Sean Hannity Show, y del programa semanal del canal Fox News llamado Hannity's America. También es coanfitrión del programa Hannity & Colmes de Fox News y es autor de dos libros que figuraron en la lista de superventas del New York Times.[cita requerida] Hannity ha mostrado un fuerte apoyo a las ideas conservadoras y al presidente de los Estados Unidos Donald Trump.

## Infancia y carrera
Hannity es hijo de Hugh J. y Lillian F. Hannity. Tanto sus ascendientes paternos como maternos emigraron de Irlanda. Tiene dos hermanas, Joanne S. Hannity y Therese (Hannity) Grisham. Creció en Franklin Square, Nueva York. Durante el final de la década de 1980, Hannity trabajó en el sector de la construcción en Santa Bárbara, California, y como camarero. Vivió en Roswell, Georgia; Athens, Alabama; Lloyd Harbor, Nueva York y Santa Bárbara, California. Contrajo matrimonio con Jill Rhodes, una columnista del The Huntsville Times, el 9 de enero de 1993. Juntos tienen dos hijos. La pareja se separó en 2019.

### Educación
Hannity se graduó de la escuela secundaria St. Pius X Preparatory Seminary, en Uniondale, en Long Island, Nueva York, en 1980. Allí fue descrito como "un alumno indiferente". Hannity abandonó los estudios en la New York University y de otros colegios varias veces por razones financieras. Después decidió iniciar una carrera profesional en la radio. En 2005, Jerry Falwell, canciller de la Liberty University, le entregó un grado honorario por hablar en la ceremonia de inauguración de ese año.

### Hannidate
En 2005 Hannity fundó un servicio de parejas en línea en su sitio de internet, llamado "Hannidate", en el que se junta a solteros y solteras ya sean conservadores o republicanos. El propósito declarado de Hannidate es crear un "lugar al que personas con ideas  conservadoras puedan recurrir para conocerse".